# Пурпуров, Иоанн Петрович
Иоанн Петрович Пурпуров (1872 — не ранее 1917) — член III Государственной думы от Астраханской губернии, священник.

## Биография
Образование получил в Астраханской духовной семинарии, по окончании которой в 1895 году служил дьяконом, а через три года был рукоположён в священники Покровской церкви села Ивановка Енотаевского уезда Астраханской губернии.
В 1907 году был избран членом III Государственной думы от съезда землевладельцев Астраханской губернии. Входил во фракцию октябристов. Состоял членом комиссий: личного состава, по делам православной церкви, а также по рыболовству.
Судьба после 1917 года неизвестна. Был женат.